# 3511 (عدد)
3511 ( ثلاثة آلاف وخمسمائة وأحد عشر ) هو العدد الطبيعي الذي يلي العدد 3510 ويسبق العدد 3512.
3511 هو عدد أولي، وهو العدد العشاري الممركز السابع والعشرون.